# Aires protégées d'Estonie

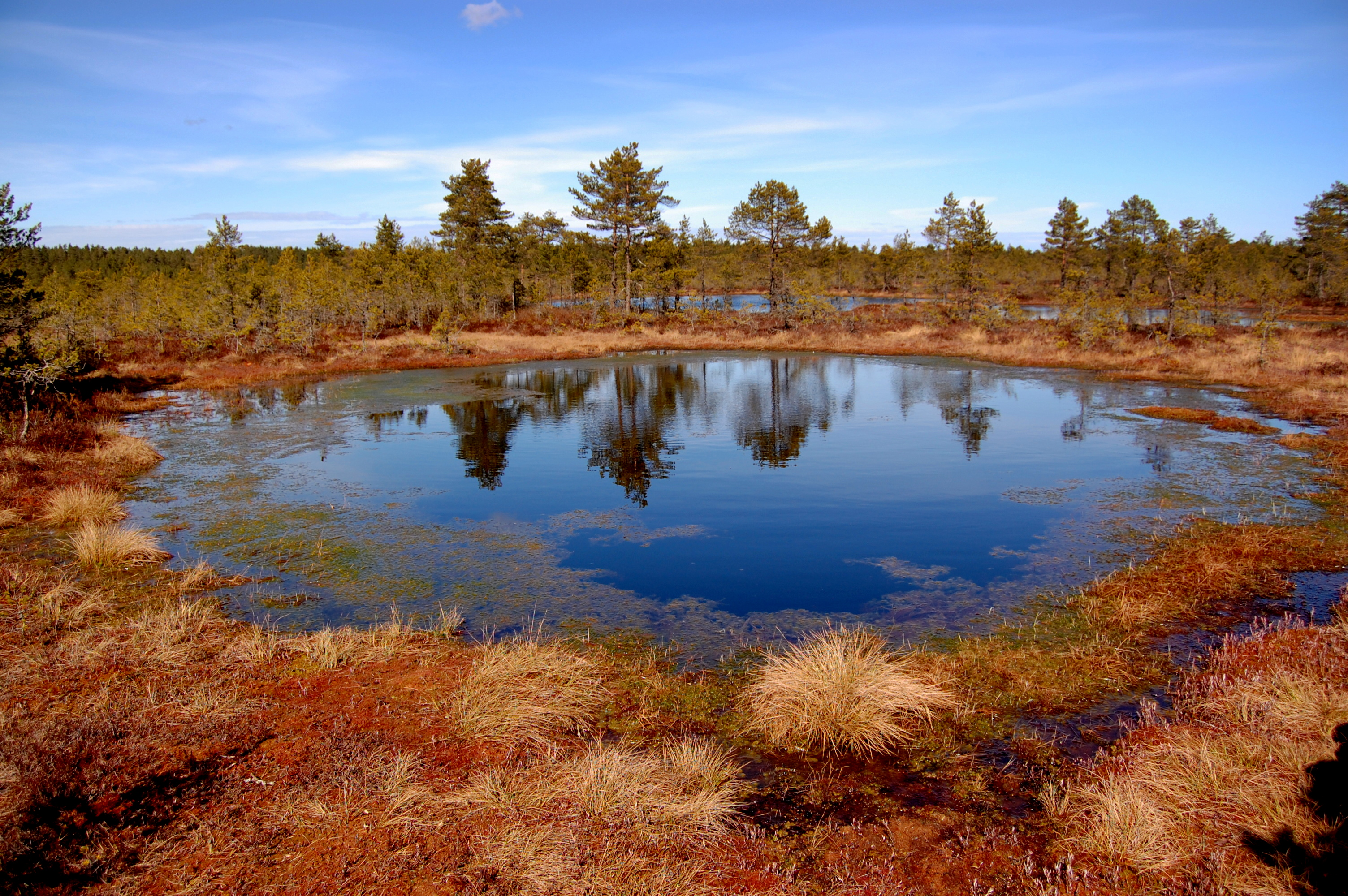
Tourbière de Viru dans le parc national de Lahemaa.

Les aires protégées d'Estonie se composent de parcs nationaux (Rahvuspark), de réserves naturelles (Looduskaitseala) et de parcs naturels (Maastikukaitseala). Les aires protégées d'Estonie sont régies par la loi sur la conservation de la nature (Looduskaitseseadus), qui a été adoptée par le Parlement estonien le 21 avril 2004 et est entrée en vigueur le 10 mai 2004.
L'Estonie compte cinq parcs nationaux, 167 réserves naturelles  et 152 parcs naturels. En outre, il existe 116 zones protégées avec un ancien régime de protection issu du droit soviétique et 537 parcs. Cinq aires protégées soviétiques étaient à but scientifique, anciennement nommées zapovedniks : Vilsandi, Viidumäe, Endla, Nigula et Matsalu. Au total, 18,1 % du pays est constitué de zones naturelles protégées, le comté de Lääne ayant le pourcentage le plus élevé (32 %) et le comté de Põlva le pourcentage le plus faible d'aires protégées, avec environ 9 %.

## Parcs nationaux
Les parcs nationaux d'Estonie sont un ensemble de cinq parcs nationaux situés en Estonie. Le premier parc, le parc national de Lahemaa est établi en 1971, et fut donc le premier parc national de toute l'URSS.
| Nom (français)            | Nom (estonien)      | Emplacement                                           | Fondé en | Superficie (km²) | Coordonnées                  |
| ------------------------- | ------------------- | ----------------------------------------------------- | -------- | ---------------- | ---------------------------- |
| Parc national de Karula   | Karula rahvuspark   | Comté de Võru, paroisse de Rõuge, Vana-Roosa          | 1979     | 123,64           | 57° 42′ 25″ N, 26° 30′ 21″ E |
| Parc national de Lahemaa  | Lahemaa rahvuspark  | Comté de Harju, paroisse de Kuusalu, Valgejõe         | 1971     | 747,8            | 59° 34′ 54″ N, 25° 51′ 48″ E |
| Parc national de Matsalu  | Matsalu rahvuspark  | Comté de Pärnu, paroisse de Lääneranna, Kelu          | 1957     | 488,6            | 58° 45′ 33″ N, 23° 38′ 54″ E |
| Parc national de Soomaa   | Soomaa rahvuspark   | Comté de Viljandi, paroisse de Põhja-Sakala, Metsküla | 1957     | 398,44           | 58° 26′ 54″ N, 25° 07′ 10″ E |
| Parc national de Vilsandi | Vilsandi rahvuspark | Comté de Saare, paroisse de Saaremaa, Rootsiküla      | 1937     | 238,82           | 58° 23′ 10″ N, 21° 53′ 40″ E |

## Réserves naturelles
Liste des 167 réserves naturelles d'Estonie :
| Nom (français)                        | Nom (estonien)                   | Emplacement                                                   | Fondé le       | Superficie (km²) | Coordonnées                  |
| ------------------------------------- | -------------------------------- | ------------------------------------------------------------- | -------------- | ---------------- | ---------------------------- |
| Réserve naturelle d'Abruka            | Abruka looduskaitseala           | Comté de Saare, Commune de Saaremaa , Abruka                  | 2 déc. 1937    | 41,4             | 58° 08′ 11″ N, 22° 31′ 09″ E |
| Réserve naturelle d'Agusalu           | Agusalu looduskaitseala          | Comté de Viru oriental, Commune de Alutaguse , Kaatermu       | 24 mai 1981    | 1 106,2          | 59° 05′ 21″ N, 27° 31′ 11″ E |
| Réserve naturelle d'Aidu              | Aidu looduskaitseala             | Comté de Jõgeva, Commune de Põltsamaa , Kaavere               | 18 nov. 2002   | 31.6             | 58° 41′ 49″ N, 26° 13′ 25″ E |
| Réserve naturelle d'Akste             | Akste looduskaitseala            | Comté de Põlva, Commune de Põlva , Kiidjärve                  | 30 août 1977   | 18.9             | 58° 09′ 58″ N, 27° 00′ 49″ E |
| Réserve naturelle d'Alema             | Alema looduskaitseala            | Comté de Harju, Commune de Saue , Madila                      | 28 déc. 1981   | 6                | 59° 05′ 13″ N, 24° 19′ 45″ E |
| Réserve naturelle Alam-Pedja          | Alam-Pedja looduskaitseala       | Comté de Tartu, Tartu, Ilmatsalu                              | 16 fév. 1994   | 3439.6           | 58° 28′ 26″ N, 26° 10′ 11″ E |
| Réserve naturelle d'Allirahu          | Allirahu looduskaitseala         | Comté de Saare, Commune de Saaremaa , Suure-Rootsi            | 20 juill. 2005 | 197.1            | 58° 09′ 26″ N, 22° 47′ 55″ E |
| Réserve naturelle d'Altnurga          | Altnurga looduskaitseala         | Comté de Jõgeva, Commune de Põltsamaa , Altnurga              | 16 avr. 2015   | 9.8              | 58° 33′ 01″ N, 26° 23′ 00″ E |
| Réserve naturelle d'Anija             | Anija looduskaitseala            | Comté de Harju, Commune de Anija , Anija                      | 23 avr. 1990   | 7.2              | 59° 22′ 21″ N, 25° 16′ 36″ E |
| Réserve naturelle d'Anne              | Anne looduskaitseala             | Comté de Tartu, Commune de Luunja , Lohkva                    | 28 juill. 1986 | 1.6              | 58° 21′ 47″ N, 26° 46′ 39″ E |
| Réserve naturelle des Polders d'Audru | Audru poldri looduskaitseala     | Comté de Pärnu, Pärnu, Valgeranna                             | 9 oct. 2014    | 100.1            | 58° 23′ 14″ N, 24° 19′ 25″ E |
| Réserve naturelle d'Avaste            | Avaste looduskaitseala           | Comté de Pärnu, Commune de Lääneranna , Rumba                 | 24 mai 1981    | 884.1            | 58° 40′ 59″ N, 24° 12′ 50″ E |
| Réserve naturelle d'Endla             | Endla looduskaitseala            | Comté de Jõgeva, Commune de Jõgeva , Endla                    | 7 sept. 1939   | 1016.1           | 58° 51′ 52″ N, 26° 07′ 40″ E |
| Réserve naturelle d'Haavassoo         | Haavassoo looduskaitseala        | Comté de Saare, Commune de Saaremaa , Hirmuste                | 19 déc. 2013   | 40.1             | 58° 14′ 39″ N, 22° 12′ 09″ E |
| Réserve naturelle d'Hüti              | Hüti looduskaitseala             | Comté de Hiiu, Commune de Hiiumaa , Hüti                      | 10 nov. 2013   | 3.1              | 58° 54′ 48″ N, 22° 28′ 28″ E |
| Réserve naturelle d'Ihamaru           | Ihamaru looduskaitseala          | Comté de Põlva, Commune de Põlva , Aarna                      | 29 sept. 1981  | 25.5             | 58° 06′ 02″ N, 26° 56′ 01″ E |
| Réserve naturelle d'Iidva             | Iidva looduskaitseala            | Comté de Järva, Commune de Türi , Kolu                        | 26 juill. 2006 | 8.1              | 58° 51′ 17″ N, 25° 17′ 56″ E |
| Réserve naturelle de Järveküla        | Järveküla looduskaitseala        | Comté de Viljandi, Commune de Viljandi , Maltsa               | 20 août 1990   | 26.9             | 58° 09′ 38″ N, 26° 00′ 57″ E |
| Réserve naturelle de Järvselja        | Järvselja looduskaitseala        | Comté de Tartu, Commune de Kastre , Agali                     | 10 juill. 1957 | 18.8             | 58° 16′ 40″ N, 27° 19′ 26″ E |
| Réserve naturelle de Jäärumetsa       | Jäärumetsa looduskaitseala       | Comté de Pärnu, Commune de Lääneranna , Kilgi                 | 15 fév. 2007   | 33.3             | 58° 25′ 33″ N, 23° 54′ 00″ E |
| Réserve naturelle de Kahvena          | Kahvena looduskaitseala          | Comté de Viljandi, Commune de Põhja-Sakala , Seruküla         | 8 juin 2005    | 6.6              | 58° 16′ 35″ N, 25° 14′ 08″ E |
| Réserve naturelle Kabli               | Kabli looduskaitseala            | Comté de Pärnu, Commune de Häädemeeste , Kabli                | 11 juill. 1991 | 7.4              | 58° 00′ 30″ N, 24° 25′ 39″ E |
| Réserve naturelle de Kalita           | Kalita looduskaitseala           | Comté de Pärnu, Commune de Saarde , Kalita                    | 25 avr. 2007   | 14.6             | 58° 04′ 04″ N, 24° 51′ 00″ E |
| Réserve naturelle de Kalana           | Kalana looduskaitseala           | Comté de Hiiu, Commune de Hiiumaa , Kalana                    | 2013-12-19     | 3.3              | 58° 55′ 05″ N, 22° 06′ 03″ E |
| Réserve naturelle de Kareda           | Kareda looduskaitseala           | Comté de Järva, Commune de Järva , Kahala                     | 13 juill. 2005 | 36.3             | 58° 55′ 38″ N, 25° 46′ 29″ E |
| Réserve naturelle de Karinõmme        | Karinõmme looduskaitseala        | Comté de Pärnu, Commune de Lääneranna , Tarva                 | 20 déc. 2006   | 38.9             | 58° 36′ 43″ N, 23° 59′ 07″ E |
| Réserve naturelle de Keeri-Karijärve  | Keeri-Karijärve looduskaitseala  | Comté de Tartu, Commune de Elva , Härjanurme                  | 27 fév. 2006   | 192              | 58° 18′ 26″ N, 26° 26′ 17″ E |
| Réserve naturelle de Keisripalu       | Keisripalu looduskaitseala       | Comté de Valga , Commune de Tõrva , Möldre                    | 9 oct. 2013    | 3.3              | 58° 01′ 06″ N, 25° 54′ 55″ E |
| Réserve naturelle de Kesknõmme        | Kesknõmme looduskaitseala        | Comté de Saare, Commune de Saaremaa , Kehila                  | 10 août 2005   | 33.9             | 58° 26′ 32″ N, 22° 02′ 11″ E |
| Réserve naturelle de Kergu            | Kergu looduskaitseala            | Comté de Pärnu, Commune de Põhja-Pärnumaa , Metsaküla         | 25 avr. 2007   | 43.5             | 58° 38′ 48″ N, 24° 47′ 46″ E |
| Réserve naturelle de Kihnu Islets     | Kihnu laidude looduskaitseala    | Comté de Pärnu, Commune de Kihnu , Linaküla                   | 3 mars 2014    | 420              | 58° 10′ 41″ N, 23° 54′ 23″ E |
| Réserve naturelle de Kikepera         | Kikepera looduskaitseala         | Comté de Pärnu, Pärnu, Põlendmaa                              | 16 avr. 2017   | 1073.3           | 58° 15′ 39″ N, 24° 59′ 47″ E |
| Réserve naturelle de Kirikuraba       | Kirikuraba looduskaitseala       | Comté de Jõgeva, Commune de Põltsamaa , Tõrve                 | 20 oct. 2013   | 44.7             | 58° 35′ 01″ N, 26° 23′ 26″ E |
| Réserve naturelle de Kivimurru        | Kivimurru looduskaitseala        | Comté de Jõgeva, Commune de Mustvee , Võtikvere               | 10 nov. 2013   | 5.5              | 58° 51′ 53″ N, 26° 55′ 04″ E |
| Réserve naturelle de Koimla           | Koimla looduskaitseala           | Comté de Saare, Commune de Saaremaa , Koimla                  | 10 nov. 2013   | 3.2              | 58° 13′ 03″ N, 22° 09′ 46″ E |
| Réserve naturelle de Kolga            | Kolga looduskaitseala            | Comté de Pärnu, Pärnu, Rammuka                                | 11 juill. 1991 | 27.6             | 58° 23′ 02″ N, 23° 50′ 18″ E |
| Réserve naturelle de Konguta          | Konguta looduskaitseala          | Comté de Tartu, Commune de Elva , Konguta                     | 9 mars 2006    | 3.3              | 58° 12′ 45″ N, 26° 16′ 45″ E |
| Réserve naturelle de Koorküla         | Koorküla looduskaitseala         | Comté de Valga , Commune de Tõrva , Jeti                      | 10 déc. 1959   | 35.3             | 57° 53′ 40″ N, 25° 51′ 50″ E |
| Réserve naturelle de Koorunõmme       | Koorunõmme looduskaitseala       | Comté de Saare, Commune de Saaremaa , Merise                  | 2 avr. 1965    | 127.2            | 58° 28′ 25″ N, 22° 09′ 25″ E |
| Réserve naturelle de Kuiaru           | Kuiaru looduskaitseala           | Comté de Pärnu, Commune de Tori , Kuiaru                      | 29 mars 2007   | 22.2             | 58° 29′ 16″ N, 24° 43′ 47″ E |
| Réserve naturelle de Kukka            | Kukka looduskaitseala            | Comté de Hiiu, Commune de Hiiumaa , Palade                    | 30 mars 2017   | 16.9             | 58° 57′ 53″ N, 22° 52′ 11″ E |
| Réserve naturelle de Kurisoo          | Kurisoo looduskaitseala          | Comté de Järva, Commune de Järva , Ahula                      | 10 août 2005   | 4.7              | 59° 07′ 31″ N, 25° 46′ 06″ E |
| Réserve naturelle de Kurimetsa        | Kurimetsa looduskaitseala        | Comté de Viljandi, Commune de Mulgi , Ainja                   | 16 nov. 1998   | 5.7              | 58° 04′ 46″ N, 25° 40′ 46″ E |
| Réserve naturelle de Kämbla           | Kämbla looduskaitseala           | Comté de Harju, Commune de Kose , Tuhala                      | 17 déc. 1991   | 1.6              | 59° 13′ 03″ N, 25° 00′ 45″ E |
| Réserve naturelle de Kärasi           | Kärasi looduskaitseala           | Comté de Jõgeva, Commune de Mustvee , Tammispää               | 9 fév. 2017    | 59.8             | 58° 56′ 46″ N, 26° 58′ 43″ E |
| Réserve naturelle de Kärevere         | Kärevere looduskaitseala         | Comté de Tartu, Tartu , Maramaa                               | 17 mai 2007    | 179.8            | 58° 26′ 39″ N, 26° 31′ 19″ E |
| Réserve naturelle de Kõpu             | Kõpu looduskaitseala             | Comté de Hiiu, Commune de Hiiumaa , Heistesoo                 | 27 mai 1958    | 308              | 58° 54′ 55″ N, 22° 12′ 24″ E |
| Réserve naturelle de Kõrgessaare      | Kõrgessaare looduskaitseala      | Comté de Hiiu, Commune de Hiiumaa , Kõrgessaare               | 8 avr. 2009    | 7                | 58° 58′ 32″ N, 22° 30′ 06″ E |
| Réserve naturelle de Laidevahe        | Laidevahe looduskaitseala        | Comté de Saare, Commune de Saaremaa , Matsiranna              | 2002-11-04     | 245.5            | 58° 19′ 07″ N, 22° 51′ 29″ E |
| Réserve naturelle de Laidu Island     | Laidu saare looduskaitseala      | Comté de Saare, Commune de Saaremaa , Võhma                   | 2 avr. 1965    | 1.9              | 58° 31′ 16″ N, 22° 16′ 50″ E |
| Réserve naturelle de Lasila           | Lasila looduskaitseala           | Comté de Viru occidental, Commune de Rakvere , Lasila         | 3 fév. 2016    | 31.5             | 59° 15′ 13″ N, 26° 11′ 23″ E |
| Réserve naturelle de Laiksaare        | Laiksaare looduskaitseala        | Comté de Pärnu, Commune de Saarde , Laiksaare                 | 12 juill. 2006 | 40.1             | 58° 06′ 26″ N, 24° 38′ 25″ E |
| Réserve naturelle de Lauaru           | Lauaru looduskaitseala           | Comté de Pärnu, Commune de Lääneranna , Piisu                 | 23 avr. 2014   | 8.8              | 58° 35′ 38″ N, 24° 07′ 15″ E |
| Réserve naturelle de Laulaste         | Laulaste looduskaitseala         | Comté de Pärnu, Commune de Häädemeeste , Majaka               | 21 déc. 2005   | 106.6            | 57° 58′ 24″ N, 24° 31′ 53″ E |
| Réserve naturelle de Laukesoo         | Laukesoo looduskaitseala         | Comté de Harju, Commune de Kose , Virla                       | 24 mai 1981    | 255.6            | 59° 02′ 34″ N, 25° 18′ 18″ E |
| Réserve naturelle de Lavassaare       | Lavassaare looduskaitseala       | Comté de Pärnu, Commune de Põhja-Pärnumaa , Pitsalu           | 4 mai 2016     | 1113.2           | 58° 33′ 13″ N, 24° 15′ 18″ E |
| Réserve naturelle de Lehtsaare        | Lehtsaare looduskaitseala        | Comté de Viljandi, Commune de Põhja-Sakala , Karjasoo         | 8 nov. 1992    | 38               | 58° 31′ 40″ N, 25° 18′ 53″ E |
| Réserve naturelle de Leidissoo        | Leidissoo looduskaitseala        | Comté de Lääne, Commune de Lääne-Nigula , Nõmmemaa            | 4 nov. 2002    | 822.1            | 59° 05′ 41″ N, 23° 43′ 15″ E |
| Réserve naturelle de Leigri           | Leigri looduskaitseala           | Comté de Hiiu, Commune de Hiiumaa , Leigri                    | 4 mai 1998     | 46.1             | 58° 53′ 36″ N, 22° 34′ 50″ E |
| Réserve naturelle de Leppoja          | Leppoja looduskaitseala          | Comté de Viljandi, Commune de Põhja-Sakala , Metsküla         | 16 oct. 2005   | 3.8              | 58° 23′ 02″ N, 25° 20′ 03″ E |
| Réserve naturelle de Liiva-Putla      | Liiva-Putla looduskaitseala      | Comté de Saare, Commune de Saaremaa , Haeska                  | 2007-05-07     | 10.2             | 58° 24′ 12″ N, 22° 39′ 12″ E |
| Réserve naturelle de Lindi            | Lindi looduskaitseala            | Comté de Pärnu, Pärnu, Kõpu                                   | 11 sept. 1958  | 110.1            | 58° 19′ 33″ N, 24° 12′ 10″ E |
| Réserve naturelle de Linnuraba        | Linnuraba looduskaitseala        | Comté de Rapla, Commune de Rapla , Kodila                     | 1er mars 1959  | 339.4            | 59° 03′ 50″ N, 24° 35′ 32″ E |
| Réserve naturelle de Luhasoo          | Luhasoo looduskaitseala          | Comté de Võru, Commune de Rõuge , Kellämäe                    | 21 juin 2017   | 71.1             | 57° 38′ 46″ N, 26° 54′ 24″ E |
| Réserve naturelle de Luusika          | Luusika looduskaitseala          | Comté de Viru occidental, Commune de Vinni , Salutaguse       | 29 avr. 1992   | 44.2             | 59° 00′ 30″ N, 26° 34′ 53″ E |
| Réserve naturelle de Luitemaa         | Luitemaa looduskaitseala         | Comté de Pärnu, Commune de Saarde , Ilvese                    | 26 janv. 1939  | 1130.1           | 58° 09′ 31″ N, 24° 34′ 06″ E |
| Réserve naturelle de Lähkma           | Lähkma looduskaitseala           | Comté de Pärnu, Commune de Saarde , Kikepera                  | 25 avr. 2007   | 10.3             | 58° 16′ 33″ N, 24° 50′ 02″ E |
| Réserve naturelle de Maalasti         | Maalasti looduskaitseala         | Comté de Viljandi, Commune de Põhja-Sakala , Saviaugu         | 19 déc. 2013   | 53               | 58° 35′ 35″ N, 25° 41′ 37″ E |
| Réserve naturelle de Maapaju          | Maapaju looduskaitseala          | Comté de Harju, Commune de Anija , Pillapalu                  | 5 juin 2005    | 45.1             | 59° 19′ 17″ N, 25° 31′ 08″ E |
| Réserve naturelle de Madissaare       | Madissaare looduskaitseala       | Comté de Pärnu, Commune de Lääneranna , Tarva                 | 25 avr. 2007   | 10.1             | 58° 36′ 15″ N, 24° 01′ 39″ E |
| Réserve naturelle de Mahtra           | Mahtra looduskaitseala           | Comté de Harju, Commune de Kose , Habaja                      | 1er mars 1959  | 761              | 59° 05′ 33″ N, 24° 59′ 14″ E |
| Réserve naturelle de Mahu-Rannametsa  | Mahu-Rannametsa looduskaitseala  | Comté de Viru occidental, Commune de Viru-Nigula , Kalvi      | 27 fév. 2006   | 41.3             | 59° 29′ 29″ N, 26° 44′ 14″ E |
| Réserve naturelle de Maruoru          | Maruoru looduskaitseala          | Comté de Põlva, Commune de Kanepi , Hino                      | 26 nov. 2001   | 3.2              | 57° 59′ 21″ N, 26° 40′ 50″ E |
| Réserve naturelle de Marimetsa        | Marimetsa looduskaitseala        | Comté de Lääne, Commune de Lääne-Nigula , Jaakna              | 24 mai 1981    | 508.3            | 58° 56′ 24″ N, 24° 00′ 07″ E |
| Réserve naturelle de Meelva           | Meelva looduskaitseala           | Comté de Põlva, Commune de Räpina , Kõnnu                     | 28 déc. 2016   | 213.7            | 58° 09′ 31″ N, 27° 20′ 15″ E |
| Réserve naturelle de Meenikunno       | Meenikunno looduskaitseala       | Comté de Võru, Commune de Võru , Rebasmäe                     | 25 nov. 2015   | 302.8            | 57° 56′ 33″ N, 27° 19′ 08″ E |
| Réserve naturelle de Metsaääre        | Metsaääre looduskaitseala        | Comté de Pärnu, Commune de Saarde , Jaamaküla                 | 29 mars 2007   | 16               | 58° 17′ 12″ N, 24° 42′ 14″ E |
| Réserve naturelle de Mihkli           | Mihkli looduskaitseala           | Comté de Pärnu, Commune de Lääneranna , Mihkli                | 10 juill. 1957 | 8.9              | 58° 37′ 18″ N, 24° 06′ 45″ E |
| Réserve naturelle de Muraste          | Muraste looduskaitseala          | Comté de Harju, Commune de Harku , Ilmandu                    | 17 août 2005   | 14.1             | 59° 27′ 51″ N, 24° 26′ 36″ E |
| Réserve naturelle de Muraka           | Muraka looduskaitseala           | Comté de Viru oriental, Commune de Alutaguse , Alliku         | 10 juill. 1957 | 1405.9           | 59° 08′ 55″ N, 27° 06′ 53″ E |
| Réserve naturelle de Mustallika       | Mustallika looduskaitseala       | Comté de Jõgeva, Commune de Jõgeva , Ellakvere                | 28 juill. 1992 | 5                | 58° 42′ 54″ N, 26° 25′ 48″ E |
| Réserve naturelle de Mõisamõtsa       | Mõisamõtsa looduskaitseala       | Comté de Võru, Commune de Rõuge , Pähni                       | 20 avr. 2005   | 2.2              | 57° 34′ 49″ N, 26° 39′ 19″ E |
| Réserve naturelle de Nabala-Tuhala    | Nabala-Tuhala looduskaitseala    | Comté de Rapla, Commune de Kohila , Angerja                   | 16 nov. 2014   | 462.9            | 59° 13′ 17″ N, 24° 51′ 45″ E |
| Réserve naturelle de Naissoo          | Naissoo looduskaitseala          | Comté de Pärnu, Commune de Lääneranna , Naissoo               | 4 fév. 1964    | 11.6             | 58° 36′ 34″ N, 24° 10′ 40″ E |
| Réserve naturelle de Nedrema          | Nedrema looduskaitseala          | Comté de Pärnu, Commune de Lääneranna , Urita                 | 11 juill. 1991 | 244.2            | 58° 32′ 33″ N, 24° 03′ 57″ E |
| Réserve naturelle de Nigula           | Nigula looduskaitseala           | Comté de Pärnu, Commune de Häädemeeste , Nepste               | 1957-07-10     | 643.1            | 58° 00′ 40″ N, 24° 40′ 59″ E |
| Réserve naturelle de Nehatu           | Nehatu looduskaitseala           | Comté de Pärnu, Commune de Lääneranna , Muriste               | 10 juill. 1957 | 101.7            | 58° 32′ 50″ N, 23° 39′ 29″ E |
| Réserve naturelle de Niinsoni         | Niinsoni looduskaitseala         | Comté de Harju, Commune de Anija , Pillapalu                  | 13 nov. 2000   | 11.1             | 59° 19′ 48″ N, 25° 33′ 49″ E |
| Réserve naturelle de Nätsi-Võlla      | Nätsi-Võlla looduskaitseala      | Comté de Pärnu, Pärnu, Eassalu                                | 10 juill. 1957 | 1161.7           | 58° 27′ 24″ N, 24° 04′ 53″ E |
| Réserve naturelle de Nõmme Mire       | Nõmme raba looduskaitseala       | Comté de Järva, Commune de Türi , Kärevere                    | 22 janv. 2006  | 43.7             | 58° 41′ 57″ N, 25° 27′ 03″ E |
| Réserve naturelle de Ohepalu          | Ohepalu looduskaitseala          | Comté de Viru occidental, Commune de Kadrina , Arbavere       | 19 mars 1973   | 593.5            | 59° 20′ 57″ N, 25° 55′ 48″ E |
| Réserve naturelle de Nõva             | Nõva looduskaitseala             | Comté de Lääne, Commune de Lääne-Nigula , Vaisi               | 25 oct. 2017   | 239              | 59° 12′ 04″ N, 23° 37′ 10″ E |
| Réserve naturelle Orkjärve            | Orkjärve looduskaitseala         | Comté de Harju, Commune de Saue , Jaanika                     | 6 juill. 2005  | 115.5            | 59° 08′ 37″ N, 24° 14′ 50″ E |
| Réserve naturelle de Paadenurme       | Paadenurme looduskaitseala       | Comté de Viru occidental, Commune de Vinni , Kaasiksaare      | 29 avr. 1992   | 34.5             | 59° 01′ 57″ N, 26° 51′ 23″ E |
| Réserve naturelle de Paadrema         | Paadrema looduskaitseala         | Comté de Pärnu, Commune de Lääneranna , Nõmme                 | 6 janv. 2003   | 136.4            | 58° 30′ 53″ N, 23° 45′ 45″ E |
| Réserve naturelle de Padakõrve        | Padakõrve looduskaitseala        | Comté de Tartu, Commune de Peipsiääre , Selgise               | 8 sept. 1964   | 155.5            | 58° 35′ 59″ N, 27° 00′ 56″ E |
| Réserve naturelle de Paope            | Paope looduskaitseala            | Comté de Hiiu, Commune de Hiiumaa , Isabella                  | 25 oct. 2006   | 222.7            | 58° 58′ 21″ N, 22° 26′ 58″ E |
| Réserve naturelle de Paraspõllu       | Paraspõllu looduskaitseala       | Comté de Harju, Commune de Rae , Urvaste                      | 14 déc. 1999   | 47.9             | 59° 17′ 50″ N, 25° 06′ 13″ E |
| Réserve naturelle de Parika           | Parika looduskaitseala           | Comté de Viljandi, Commune de Põhja-Sakala , Kuhjavere        | 24 mai 1981    | 219.3            | 58° 30′ 30″ N, 25° 46′ 24″ E |
| Réserve naturelle de Parila           | Parila looduskaitseala           | Comté de Harju, Commune de Anija , Parila                     | 22 sept. 2016  | 20.8             | 59° 19′ 28″ N, 25° 14′ 29″ E |
| Réserve naturelle de Parmu            | Parmu looduskaitseala            | Comté de Võru, Commune de Rõuge , Parmu                       | 6 juill. 2006  | 102.7            | 57° 33′ 22″ N, 27° 18′ 18″ E |
| Réserve naturelle Peipsiveere         | Peipsiveere looduskaitseala      | Comté de Tartu, Commune de Kastre , Ahunapalu                 | 19 déc. 2013   | 346.1            | 58° 22′ 51″ N, 27° 19′ 06″ E |
| Réserve naturelle Pihla-Kaibaldi      | Pihla-Kaibaldi looduskaitseala   | Comté de Hiiu, Commune de Hiiumaa , Pilpaküla                 | 28 avr. 1998   | 37.8             | 58° 56′ 03″ N, 22° 41′ 26″ E |
| Réserve naturelle de Piusa Caves      | Piusa koobastiku looduskaitseala | Comté de Võru, Commune de Võru , Piusa                        | 29 sept. 1981  | 4.8              | 57° 50′ 35″ N, 27° 27′ 56″ E |
| Réserve naturelle de Prandi           | Prandi looduskaitseala           | Comté de Järva, Commune de Järva , Koigi                      | 25 janv. 1981  | 87.6             | 58° 49′ 42″ N, 25° 39′ 08″ E |
| Réserve naturelle de Puhatu           | Puhatu looduskaitseala           | Comté de Viru oriental, Commune de Alutaguse , Kuningaküla    | 16 janv. 1967  | 1282.4           | 59° 08′ 46″ N, 27° 43′ 57″ E |
| Réserve naturelle de Puhtu-Laelatu    | Puhtu-Laelatu looduskaitseala    | Comté de Pärnu, Commune de Lääneranna , Hanila                | 26 janv. 1939  | 305.8            | 58° 34′ 00″ N, 23° 32′ 35″ E |
| Réserve naturelle de Pähklisaar       | Pähklisaare looduskaitseala      | Comté de Tartu, Commune de Peipsiääre , Põrgu                 | 16 nov. 2016   | 77               | 58° 26′ 06″ N, 27° 00′ 29″ E |
| Réserve naturelle de Pähni            | Pähni looduskaitseala            | Comté de Võru, Commune de Rõuge , Pähni                       | 2 mars 2006    | 27.8             | 57° 38′ 19″ N, 26° 46′ 28″ E |
| Réserve naturelle de Pärnu Grasslands | Pärnu rannaniidu looduskaitseala | Comté de Pärnu, Commune de Häädemeeste , Reiu                 | 11 sept. 1958  | 39.7             | 58° 21′ 51″ N, 24° 30′ 46″ E |
| Réserve naturelle de Põhja-Kõrvemaa   | Põhja-Kõrvemaa looduskaitseala   | Comté de Harju, Commune de Kuusalu , Pala                     | 28 oct. 1991   | 1315.8           | 59° 22′ 51″ N, 25° 40′ 35″ E |
| Réserve naturelle de Pühametsa        | Pühametsa looduskaitseala        | Comté de Saare, Commune de Saaremaa , Kõljala                 | 16 mai 2007    | 0.6              | 58° 21′ 37″ N, 22° 41′ 24″ E |
| Réserve naturelle de Raadi            | Raadi looduskaitseala            | Comté de Tartu, Commune de Luunja , Rõõmu                     | 21 oct. 2015   | 8.7              | 58° 23′ 29″ N, 26° 46′ 11″ E |
| Réserve naturelle de Rahuste          | Rahuste looduskaitseala          | Comté de Saare, Commune de Saaremaa , Rahuste                 | 2 avr. 1965    | 69.2             | 58° 06′ 29″ N, 22° 07′ 08″ E |
| Réserve naturelle de Raudna           | Raudna looduskaitseala           | Comté de Viljandi, Commune de Viljandi , Raudna               | 1er juin 1994  | 3                | 58° 20′ 10″ N, 25° 28′ 23″ E |
| Réserve naturelle de Riidaja          | Riidaja looduskaitseala          | Comté de Valga , Commune de Tõrva , Riidaja                   | 8 août 2013    | 1.3              | 58° 06′ 12″ N, 25° 54′ 21″ E |
| Réserve naturelle de Ropka-Ihaste     | Ropka-Ihaste looduskaitseala     | Comté de Tartu, Commune de Kastre , Aardlapalu                | 16 oct. 2014   | 79.1             | 58° 20′ 12″ N, 26° 45′ 37″ E |
| Réserve naturelle de Rubina           | Rubina looduskaitseala           | Comté de Valga , Commune de Tõrva , Voorbahi                  | 7 avr. 2005    | 21.1             | 58° 04′ 31″ N, 25° 45′ 55″ E |
| Réserve naturelle de Ruila            | Ruila looduskaitseala            | Comté de Harju, Commune de Saue , Mõnuste                     | 5 juin 2005    | 83.1             | 59° 09′ 47″ N, 24° 25′ 02″ E |
| Réserve naturelle de Rumbi            | Rumbi looduskaitseala            | Comté de Järva, Commune de Türi , Lungu                       | 23 juill. 2001 | 0.7              | 58° 53′ 10″ N, 25° 11′ 09″ E |
| Réserve naturelle de Sanga            | Sanga looduskaitseala            | Comté de Pärnu, Commune de Saarde , Leipste                   | 27 sept. 2005  | 15.2             | 58° 07′ 21″ N, 25° 05′ 18″ E |
| Réserve naturelle de Selisoo          | Selisoo looduskaitseala          | Comté de Viru oriental, Commune de Alutaguse , Väike-Pungerja | 30 sept. 2015  | 144.4            | 59° 10′ 55″ N, 27° 16′ 15″ E |
| Réserve naturelle de Siiraku          | Siiraku looduskaitseala          | Comté de Pärnu, Commune de Saarde , Lähkma                    | 2 avr. 2007    | 68.6             | 58° 13′ 52″ N, 24° 47′ 36″ E |
| Réserve naturelle de Silma            | Silma looduskaitseala            | Comté de Lääne, Commune de Lääne-Nigula , Vedra               | 24 sept. 1998  | 669.5            | 59° 00′ 55″ N, 23° 35′ 31″ E |
| Réserve naturelle de Silmsi           | Silmsi looduskaitseala           | Comté de Järva, Commune de Järva , Vaali                      | 6 juill. 2005  | 14.6             | 58° 52′ 28″ N, 25° 55′ 59″ E |
| Réserve naturelle de Siplase          | Siplase looduskaitseala          | Comté de Saare, Commune de Saaremaa , Iide                    | 7 mai 2007     | 20.7             | 57° 58′ 49″ N, 22° 05′ 35″ E |
| Réserve naturelle de Sirtsi           | Sirtsi looduskaitseala           | Comté de Viru occidental, Commune de Vinni , Kaukvere         | 24 mai 1981    | 684.1            | 59° 15′ 29″ N, 26° 47′ 35″ E |
| Réserve naturelle de Soo-otsa         | Soo-otsa looduskaitseala         | Comté de Pärnu, Commune de Saarde , Kikepera                  | 29 mars 2007   | 7.4              | 58° 20′ 11″ N, 24° 52′ 03″ E |
| Réserve naturelle de Sookuninga       | Sookuninga looduskaitseala       | Comté de Pärnu, Commune de Saarde , Jäärja                    | 4 fév. 1964    | 590.1            | 57° 59′ 49″ N, 24° 49′ 47″ E |
| Réserve naturelle de Soontaga         | Soontaga looduskaitseala         | Comté de Valga , Commune de Tõrva , Soontaga                  | 26 juill. 2006 | 122.5            | 58° 01′ 42″ N, 26° 05′ 08″ E |
| Réserve naturelle de Sorgu            | Sorgu looduskaitseala            | Comté de Pärnu, Pärnu, Manija                                 | 6 mars 2014    | 2.7              | 58° 10′ 26″ N, 24° 11′ 46″ E |
| Réserve naturelle de Sopimetsa        | Sopimetsa looduskaitseala        | Comté de Jõgeva, Commune de Põltsamaa , Sopimetsa             | 3 juill. 2013  | 0.4              | 58° 46′ 20″ N, 26° 00′ 44″ E |
| Réserve naturelle de Suigu            | Suigu looduskaitseala            | Comté de Viru occidental, Commune de Vinni , Suigu            | 16 mars 1976   | 8.3              | 59° 08′ 22″ N, 26° 49′ 07″ E |
| Réserve naturelle de Suuremõisa Bay   | Suuremõisa lahe looduskaitseala  | Comté de Saare, Commune de Muhu , Laheküla                    | 13 déc. 2017   | 41.6             | 58° 33′ 12″ N, 23° 13′ 52″ E |
| Réserve naturelle de Suure-Aru        | Suure-Aru looduskaitseala        | Comté de Harju, Commune de Lääne-Harju , Ohtu                 | 19 nov. 2014   | 70.3             | 59° 13′ 59″ N, 24° 24′ 01″ E |
| Réserve naturelle de Suurupi          | Suurupi looduskaitseala          | Comté de Harju, Commune de Harku , Vääna-Jõesuu               | 21 oct. 2009   | 19.2             | 59° 27′ 45″ N, 24° 22′ 00″ E |
| Réserve naturelle de Säärenõmme       | Säärenõmme looduskaitseala       | Comté de Saare, Commune de Saaremaa , Liigalaskma             | 11 déc. 2005   | 39.5             | 58° 35′ 04″ N, 22° 58′ 15″ E |
| Réserve naturelle de Sääre            | Sääre looduskaitseala            | Comté de Saare, Commune de Saaremaa , Sääre                   | 28 fév. 2018   | 0                | 57° 53′ 48″ N, 22° 02′ 06″ E |
| Réserve naturelle de Taarikõnnu       | Taarikõnnu looduskaitseala       | Comté de Rapla, Commune de Kehtna , Ellamaa                   | 29 mai 2001    | 283.5            | 58° 42′ 19″ N, 24° 52′ 22″ E |
| Réserve naturelle de Tahkuna          | Tahkuna looduskaitseala          | Comté de Hiiu, Commune de Hiiumaa , Tareste                   | 27 mai 1958    | 187.9            | 59° 03′ 20″ N, 22° 37′ 41″ E |
| Réserve naturelle de Teesu            | Teesu looduskaitseala            | Comté de Saare, Commune de Saaremaa , Kallaste                | 25 avr. 2007   | 15.3             | 58° 25′ 16″ N, 22° 04′ 53″ E |
| Réserve naturelle de Tihu             | Tihu looduskaitseala             | Comté de Hiiu, Commune de Hiiumaa , Männamaa                  | 19 sept. 1961  | 140.7            | 58° 52′ 05″ N, 22° 30′ 02″ E |
| Réserve naturelle de Tellise          | Tellise looduskaitseala          | Comté de Jõgeva, Commune de Mustvee , Võtikvere               | 5 juin 2005    | 23.8             | 58° 50′ 19″ N, 26° 52′ 52″ E |
| Réserve naturelle de Timmase          | Timmase looduskaitseala          | Comté de Võru, Commune de Võru, Juba                          | 29 avr. 2004   | 38.6             | 57° 48′ 53″ N, 26° 52′ 54″ E |
| Réserve naturelle de Tillniidu        | Tillniidu looduskaitseala        | Comté de Rapla, Commune de Kehtna , Koogiste                  | 23 juill. 2001 | 3.8              | 58° 48′ 38″ N, 25° 00′ 26″ E |
| Réserve naturelle de Tolkuse          | Tolkuse looduskaitseala          | Comté de Pärnu, Commune de Saarde , Ilvese                    | 7 fév. 2007    | 81               | 58° 09′ 21″ N, 24° 39′ 57″ E |
| Réserve naturelle de Toolse           | Toolse looduskaitseala           | Comté de Viru occidental, Commune de Viru-Nigula , Ojaküla    | 10 déc. 1978   | 46.8             | 59° 31′ 18″ N, 26° 29′ 22″ E |
| Réserve naturelle de Tudusoo          | Tudusoo looduskaitseala          | Comté de Viru occidental, Commune de Vinni , Palasi           | 24 mai 1981    | 474.9            | 59° 08′ 44″ N, 26° 45′ 04″ E |
| Réserve naturelle de Tõrasoo          | Tõrasoo looduskaitseala          | Comté de Rapla, Commune de Rapla , Metsküla                   | 15 juin 2005   | 330.6            | 58° 49′ 15″ N, 24° 41′ 36″ E |
| Réserve naturelle de Tuhu             | Tuhu looduskaitseala             | Comté de Pärnu, Commune de Lääneranna , Kiska                 | 24 mai 1981    | 392.7            | 58° 34′ 27″ N, 23° 51′ 39″ E |
| Réserve naturelle de Tündre           | Tündre looduskaitseala           | Comté de Valga , Commune de Tõrva , Holdre                    | 20 déc. 1999   | 184.7            | 57° 57′ 24″ N, 25° 37′ 22″ E |
| Réserve naturelle de Uhtju            | Uhtju looduskaitseala            | Comté de Viru occidental, Commune de Haljala , Toolse         | 10 mai 1938    | 295.6            | 59° 40′ 37″ N, 26° 31′ 19″ E |
| Réserve naturelle de Vahenurme        | Vahenurme looduskaitseala        | Comté de Pärnu, Commune de Põhja-Pärnumaa , Vahenurme         | 9 mars 2006    | 22.3             | 58° 38′ 45″ N, 24° 23′ 36″ E |
| Réserve naturelle de Vaiste           | Vaiste looduskaitseala           | Comté de Pärnu, Commune de Lääneranna , Saare                 | 25 avr. 2007   | 16.1             | 58° 21′ 48″ N, 23° 52′ 03″ E |
| Réserve naturelle de Valgesoo         | Valgesoo looduskaitseala         | Comté de Põlva, Commune de Põlva , Kiidjärve                  | 14 sept. 2016  | 34.3             | 58° 08′ 44″ N, 27° 04′ 24″ E |
| Réserve naturelle de Varangu          | Varangu looduskaitseala          | Comté de Viru occidental, Commune de Väike-Maarja , Pikevere  | 3 oct. 1993    | 10.5             | 59° 02′ 23″ N, 26° 06′ 23″ E |
| Réserve naturelle de Varbla Islets    | Varbla laidude looduskaitseala   | Comté de Pärnu, Commune de Lääneranna , Kadaka                | 14 sept. 2016  | 10               | 58° 27′ 04″ N, 23° 39′ 18″ E |
| Réserve naturelle de Vardi            | Vardi looduskaitseala            | Comté de Rapla, Commune de Märjamaa , Vaimõisa                | 22 mai 1978    | 65.8             | 59° 00′ 24″ N, 24° 27′ 35″ E |
| Réserve naturelle de Vaskjõe          | Vaskjõe looduskaitseala          | Comté de Pärnu, Pärnu, Seljametsa                             | 29 mars 2007   | 29.1             | 58° 19′ 59″ N, 24° 40′ 32″ E |
| Réserve naturelle de Veski            | Veski looduskaitseala            | Comté de Põlva, Commune de Kanepi , Prangli                   | 26 nov. 2001   | 6.2              | 58° 07′ 30″ N, 26° 47′ 12″ E |
| Réserve naturelle Viidumäe            | Viidumäe looduskaitseala         | Comté de Saare, Commune de Saaremaa , Varpe                   | 10 juill. 1957 | 261.1            | 58° 17′ 43″ N, 22° 06′ 41″ E |
| Réserve naturelle de Viieristi        | Viieristi looduskaitseala        | Comté de Saare, Commune de Saaremaa , Lõupõllu                | 2 avr. 1965    | 38               | 58° 00′ 24″ N, 22° 09′ 39″ E |
| Réserve naturelle de Välgi            | Välgi looduskaitseala            | Comté de Tartu, Commune de Peipsiääre , Alajõe                | 28 mai 2006    | 7.6              | 58° 33′ 18″ N, 26° 54′ 19″ E |
| Réserve naturelle de Väätsa           | Väätsa looduskaitseala           | Comté de Järva, Commune de Türi , Röa                         | 13 juill. 2005 | 41.8             | 58° 56′ 02″ N, 25° 28′ 43″ E |
| Réserve naturelle de Võtikvere        | Võtikvere looduskaitseala        | Comté de Jõgeva, Commune de Mustvee , Ulvi                    | 20 avr. 2005   | 11.7             | 58° 52′ 43″ N, 26° 49′ 22″ E |
| Réserve naturelle de Ännikse          | Ännikse looduskaitseala          | Comté de Pärnu, Commune de Lääneranna , Koeri                 | 7 mars 2007    | 54               | 58° 28′ 10″ N, 23° 51′ 18″ E |
| Réserve naturelle de Ülgase           | Ülgase looduskaitseala           | Comté de Harju, Commune de Jõelähtme , Rebala                 | 23 juin 1960   | 5                | 59° 29′ 02″ N, 25° 05′ 36″ E |

## Parcs naturels
L'Estonie compte 152 parcs naturels.

## Réserve de biosphère
L'Estonie possède une réserve de biosphère reconnue par l'Unesco, la réserve de biosphère de l'archipel ouest estonien. Désignée en 1990, elle possède une surface totale de 1 518 309,7 ha.

## Sites Ramsar
La convention de Ramsar est entrée en vigueur en Estonie le 29 juillet 1994. En janvier 2020, le pays compte 17 sites Ramsar, couvrant une superficie de 3 047,78 km2 (soit 6,7 % du territoire estonien).